# Peder Frederik Jensen
Peder Frederik Jensen (f. 1978) er en dansk forfatter. Han er uddannet fra Forfatterskolen 2006 og er tillige uddannet bådebygger. 
Peder Frederik Jensen modtog Albert Dams mindelegat 2012 og Otto Gelsted-prisen 2016, hvor han desuden var nomineret til Politikens Litteraturpris for romanen Vold. I 2017 modtog han det treårige arbejdslegat fra Statens Kunstfond.
Han var en del af Akademiet for klar tungetale, som arrangerede nogle litteraturoplæsninger, ofte i et integreret samarbejde med musik. Han har etableret et samarbejde mellem en række yngre forfattere og de hjemløses blad Hus Forbi, som 2006-2007 bragte en serie litterære tekster om hjemløshed. 
I 2009 stiftede han sammen med Peter-Clement Woetmann, Lars Bo Nørgaard, og Lars Arnfred Fynboe tidsskriftet morgenrøde.dk.
Peder Frederik Jensen spiller på Forfatterlandsholdet.
I 2021 blev Peder Frederik Jensen udpeget som medlem Projekstøtteudvalget for Litteratur under Statens Kunstfond.

## Udgivelser
- Her står du, Samlerens Forlag, 2007 (Roman)
- Udsigter, Jorinde & Joringel, 2011 (Kortprosa)
- Læretid , Samlerens Forlag, 2012 (Roman)
- Banedanmark, Samlerens Forlag 2014 (Noveller)
- Vold, Samlerens forlag 2016 (Roman)
- Skullfucking, samlerens forlag 2017 (Monolog)
- Det Danmark du kender, People'sPress 2020 (Roman)